# Santi Marcellino e Pietro
Santi Marcellino e Pietro, officiellt Santi Marcellino e Pietro al Laterano, är en kyrkobyggnad i Rom, helgad åt martyrerna Marcellinus och Petrus. Kyrkan är belägen vid Via Merulana i Rione Monti och tillhör församlingen Santi Marcellino e Pietro al Laterano.
I kyrkan vördas de heliga Marcellinus, Petrus och Marzias reliker.

## Kyrkans historia
Kyrkan uppfördes i närheten av katakomberna vid Via Labicana av påve Siricius på 300-talet, men har genom seklen genomgått ett flertal restaureringar och renoveringar, bland annat under Gregorius III på 700-talet och Alexander IV på 1200-talet. En genomgripande ombyggnad ägde rum 1750–1751 under påve Benedikt XIV; arkitekten Girolamo Theodoli ritade exteriören i barocchetto-stil. Interiören, med grundplan i form av ett grekiskt kors, hyser bland annat målningarna De heliga Marcellinus och Petrus martyrium av Gaetano Lapis och Den helige Gregorius mässa av Filippo Evangelisti.

## Titelkyrka
Santi Marcellino e Pietro stiftades som titelkyrka år 499.
Kardinalpräster under 1900- och 2000-talet
- Domenico Jacobini (1896–1900)
- Alessandro Sanminiatelli Zabarella (1901–1910)
- Vakant (1910–1914)
- António Mendes Bello (1914–1929)
- Manuel Gonçalves Cerejeira (1929–1977)
- Jean-Marie Lustiger (1983–1994)
- Aloysius Ambrozic (1998–2011)
- Dominik Duka (2012–)